# FTTx
FTTx — це концепція реалізації будівництва мережі доступу або будь-якої комп'ютерної мережі, у якій від вузла зв'язку до певного місця (точка X) доходить волоконно-оптична лінія передачі.
У загальному розумінні FTTx це концепція побудови мережі доступу (в англомовній літературі поширений також термін, котрий в перекладі звучить як: «остання миля») з застосуванням оптичного волокна.
Найчастіше, оптичну мережу доступу, за допомогою концепції FTTx реалізують у варіантах архітектури P2P (точка — точка) та PmP (точка — багато точок) з використанням оптичних розгалужувачів.
Найбільше поширення набули технології metro Ethernet для варіанту P2P та PON для варіанту PmP.
FTTx (Fiber To The х… — «Волокно до…»):
FTTA (Fiber To The Apartment) — Волокно до оселі, житлового приміщення користувача.

FTTAir (Fiber To The Air) — Волокно до повітря (волокно до точки радіодоступу).

FTTArea (Fiber To The Area) — Волокно до певної області (точки) доступу користувача.

FTTAntenna (Fiber To The Antenna) — Волокно до антени.

FTTAmplifier (Fiber To The Amplifier) — Волокно до підсилювача (який передає області (точки) доступу користувачу чи мідному сегменту мережі).

FTTB***** (Fiber To The Building) — Волокно до будинку.

FTTBasement (Fiber To The Basement) — Волокно до підвалу будинку.

FTTBusiness* (Fiber To The Business) — Волокно до роботи. Концепція фактично є аналогом концепції FTTH, з тією різницею, що FTTBusiness передбачає мережне закінчення, яке буде обслуговувати кількох користувачів (наприклад, офісний сервер) і тому така концепція мережі буде мати жорсткіші вимоги до елеменів мережі для забезпечення якості роботи мережі в цілому.

FTTC***** (Fiber To The Curb) — Волокно до розподільчої шафи, в якій сигнал перетворюється і подається у абонентські лінії (мідні виті (обвиті) пари).

FTTCabinet*** (Fiber To The Cabinet) — Волокно до розподільчої шафи або до приміщення з розподільчим обладнанням.

FTTCell,* (Fibre to the cell site) — Волокно до базової станції мобільного зв'язку.

FTTD (Fiber To The Desk) — Волокно до столу або до кінцевого пристрою.

FTTDesktop (Fiber To The Desktop) — Волокно до робочого столу.

FTTDormitory (Fiber To The Dormitory) — Волокно до гуртожитку, фактично є різновидом архітектури «волокно до будинку».

FTTE (Fiber To The Exchange) — Волокно до вузла комутації. Волоконно-оптична частина мережі при такій концепції закінчується в будівлі АТС оператора зв'язку. Така концепція використовується при необхідності розділити ємність АТС на частини зі збереженням існуючої мідної мережі або для розгортання нових мереж інших операторів зв'язку.

FTTI (Fiber To The Institute) — Волокно до інституту, фактично є різновидом архітектури «волокно до будинку».

FTTF (Fiber To The Feeder) — Волокно до пасивної коаксіальної абонентської проводки.

FTTFloor (Fiber to the Floor) — Волокно на поверх.

FTTH***** (Fiber To The Home) — Волокно до будинку користувача. Архітектура побудови мережі, за якої волоконно-оптичний кабель використовується для з'єднання центру надання послуг (телефонна станція) і певного приміщення (квартири) або приватного будинку.

FTTHR (Fiber To The High Rise) — Волокно до висотного будинку.

FTTK (Fiber To The Kerb) — Волокно до розподільчої шафи (фактично аналог FTTC).

FTTL (Fiber To The Loop) — Волокно до абонентської лінії.

FTTM (Fiber To The Multi Dwelling Unit) — Волокно до багатоквартирного будинку.

FTTN (Fiber To The Node) — Волокно до розподільчого вузла.

FTTNeigborghood (Fiber To The Neigborghood) — Волокно до житлового сектора.

FTTO*** (Fiber To The Office) — Волокно до офісу, є подальшим розвитком FTTB, де волокно подається до кожного офісу, котрий розташований у будівлі.

FTTOptimum (Fiber To The Optimum) — Волокно до оптимальної для оператора і/або користувача точки.

FTTP (Fiber To The Premises) — Волокно до приміщення.

FTTR (Fiber To The Remote) — Волокно до віддаленого користувача, концентратора, мультиплексора або відомчої комунікаційної системи.

FTTRadio (Fiber To The Radio) — Волокно до радіо (волокно до радіо доступу).

FTTRoof (Fiber To The Roof) — Волокно до даху будівлі.

FTTS (Fiber To The Seat) — Волокно до певного місця.

FTTSchool (Fiber To The School) — Волокно до школи, фактично є різновидом архітектури «волокно до будинку».

FTTSubscriber (Fiber To The Subscriber) — Волокно до користувача.

FTTU (Fiber To The User) — Волокно до користувача.

FTTV (Fiber To The Village) — Волокно до села.

FTTW (Fiber To The Workplace) — Волокно до робочого місця.

FTTZ (Fiber To The Zone) — Волокно до центру певної зони доступу користувачів.

FTTT (Fiber To The Terminal) — Волокно до терміналу.

FTTTE (Fiber To The Telecom Enclosure) — Волокно до телекомунікаційного корпусу (до корпусу телекомунікаційного пристрою).

FTTTown (Fiber To The Town) — Волокно до містечка.

* — позначено концепції визначені у рекомендації ITU-Т G.983.1, G.983.3, G.983.4, G.984.1.

* — позначено концепції визначені у рекомендації ITU-Т G.982.

* — позначено концепції визначені у рекомендації ITU-Т G.983.2

* — позначено концепції визначені у рекомендації ITU-Т G.983.5

* — позначено концепції визначені у рекомендації ITU-Т G.987.1

З наведених вище концепцій видно, що вони найчастіше просто дублюють одна одну (інколи лише вказуючи на відмінність в застосуванні волокна на останніх метрах мережі або на певні вимоги до елементів мережі), а в більшій мірі є, по суті, продуктом багатої уяви менеджерів телекомунікаційних компаній, тому наведений список напевно не є остаточним з огляду на невичерпну фантазію розробників подібних концепцій. Цей перелік концепцій приведено в середині 2008 року. Статистика є такою, що з 2005 року по 2008 рік цей перелік збільшився на третину. Умовно за мірою наближення оптичного волокна до абонента можна виділити три
певні зони на мережі доступу (відповідно до термінології ITU-Т):
- Волокно до певного району (FTTCab)
- Волокно до будинку (FTTB, FTTC)
- Волокно безпосередньо до абонента (FTTH, FTTBusiness, FTTO)

Це ілюструє мережна архітектура наведена в рекомендаціях ITU-Т G.983.1 та G.984.1